# Blas José Alzamora Seminario
Blas José Alzamora Seminario fue un abogado y político peruano.
Nació en Lambayeque en 1795, hijo de José de Alzamora Ursino y Mendoza y Estefanía Seminario. Estudio en la facultad de jurisprudencia de la Universidad de San Marcos. Se casó con Catalina Pedrero Sagrero el 3 de septiembre de 1819 con quien tuvo ocho hijos. Fue vocal de la Corte Suprema de Justicia. En 1829 fue elegido diputado por la provincia de Lima, siendo reelegido luego en 1831 y 1832.
En 1854, fue nombrado por el presidente José Rufino Echenique como Ministro de Justicia, Instrucción, Beneficencia y Negocios Eclesiásticos. Ejerció el cargo desde el 6 de julio de 1854 hasta el 10 de febrero de 1855. Asimismo fue presidente de la Corte Superior de Justicia de Lima en cuatro oportunidades en 1859, 1864, 1867 y 1869.